# بخش راس (شهرستان گرین، اوهایو)
بخش راس (به انگلیسی: Ross Township) یک منطقهٔ مسکونی در ایالات متحده آمریکا است که در شهرستان گرین، اوهایو واقع شده‌است.
 بخش راس ۹۳٫۶ کیلومتر مربع مساحت و ۷۵۰ نفر جمعیت دارد و ۳۲۷ متر بالاتر از سطح دریا واقع شده‌است.